# أليكس نيجريا
أليكس نيجريا (بالرومانية: Alex Negrea)‏ هو لاعب كرة قدم روماني في مركز الدفاع، ولد في 1 أكتوبر 1998 في ساتو ماري في رومانيا. لعب مع AFC Chindia Târgoviște ‏.

## وصلات خارجية
- أليكس نيجريا على موقع قاعدة بيانات كرة القدم.إي يو (الإنجليزية)
- أليكس نيجريا على موقع Soccerway.com (الإنجليزية)